# Parabybe subfoveolata
Parabybe subfoveolata är en skalbaggsart som beskrevs av Schwarzer 1930. Parabybe subfoveolata ingår i släktet Parabybe och familjen långhorningar. Inga underarter finns listade i Catalogue of Life.